# Переулок Гарибальди (Таганрог)

## Переулок Гарибальди (Таганрог)
Переу́лок Гариба́льди — короткая улица в историческом центре города Таганрога Ростовской области, названная в честь итальянского революционера Джузеппе Гарибальди. Является одним из символических мест, отражающих международные связи Таганрога в XIX веке и его портовый, космополитичный характер.

### География
Переулок соединяет две центральные улицы Таганрога — Петровскую и Греческую, расположенные в пределах старого города, недалеко от Таганрогского залива. Протяжённость — около 200 метров. Застроен зданиями конца XIX — начала XX века, многие из которых являются образцами городской архитектуры юга России.

### История

#### Гарибальди в Таганроге
Переулок получил своё название в память о Джузеппе Гарибальди, который в 1833 году посетил Таганрог в составе экипажа барка «Клариса». Согласно воспоминаниям самого Гарибальди, именно в этом плавании он впервые оказался на территории России. Тогда он был ещё молодым моряком, не помышлявшим о революционной карьере, но опыт плаваний в порты Чёрного моря, включая Таганрог, оказал влияние на его мировоззрение.
Таганрог в то время — крупный международный порт и торговый центр юга России — был местом пересечения европейских и восточных маршрутов. Именно в таких городах, как Таганрог, формировался дух открытости, которым позднее прославился и сам Гарибальди.

#### Возникновение названия
Название «переулок Гарибальди» появилось в начале XX века и было официально закреплено в 1920-е годы. В послевоенные годы имя Гарибальди использовалось в топонимике Таганрога как символ интернационализма.
В 2007 году на доме № 13 на пересечении с улицей Петровской была установлена памятная доска, посвящённая пребыванию Гарибальди в Таганроге. Текст выполнен на русском и итальянском языках.

### Архитектура
Переулок проходит по территории исторического центра Таганрога. Среди сохранившихся зданий — одно- и двухэтажные дома с лепниной, балконами и декоративными фасадами. Он входит в охраняемую зону объектов культурного наследия и представляет интерес для историко-архитектурных экскурсий.

### Значение
Переулок Гарибальди отражает историческую роль города как открытого порта и центра международных связей. Имя Гарибальди, связанное с борьбой за свободу и национальное единство, стало символом гражданских и интернациональных ценностей, которые в разное время находили отклик в таганрогском обществе.

### Память
- Установлена мемориальная доска в честь Джузеппе Гарибальди.
- Переулок включён в туристические маршруты по историческому центру Таганрога.
- Имя Гарибальди упоминается в экскурсионных программах, научных публикациях и культурных мероприятиях.